# European Mathematical Society

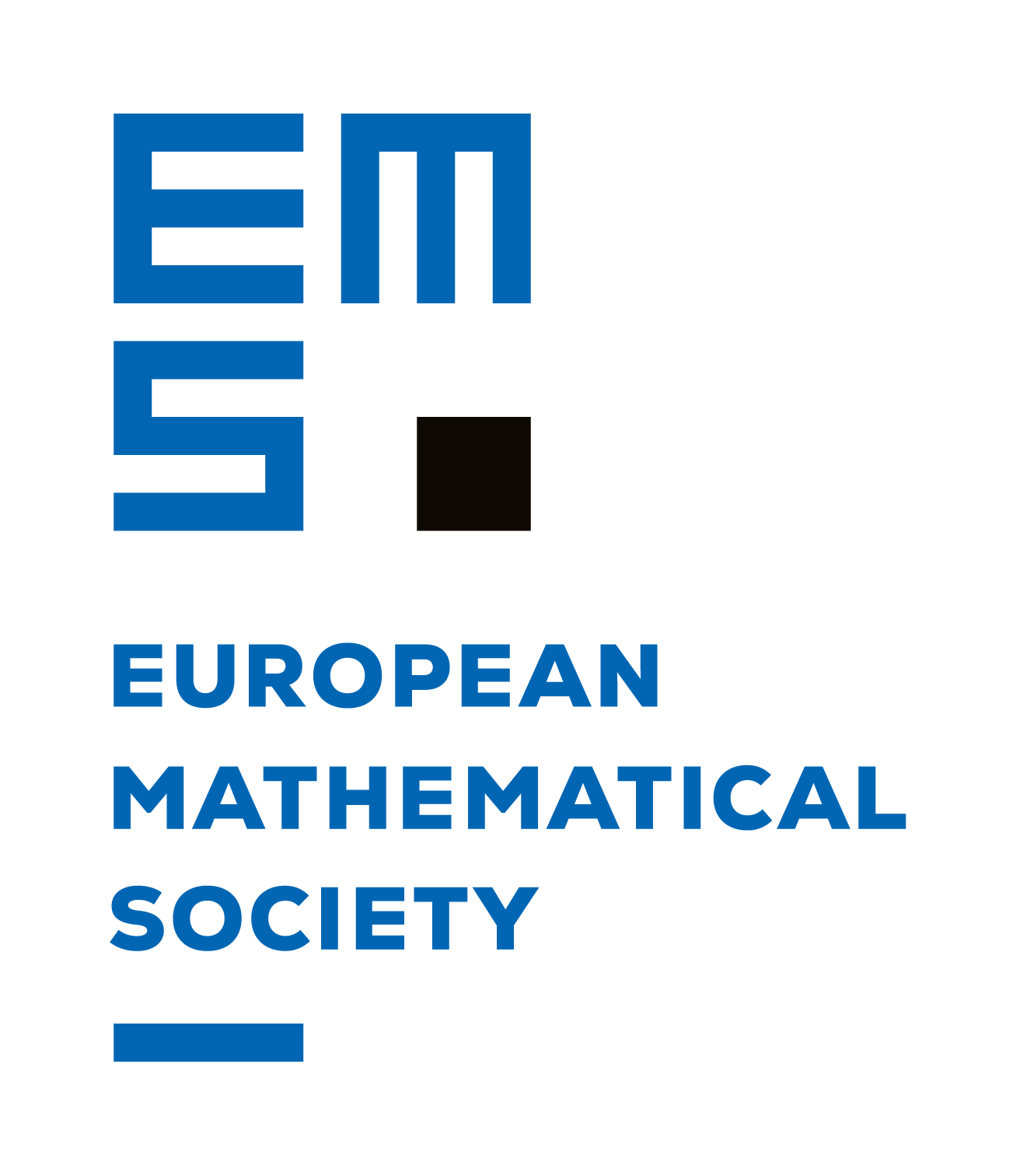
Logo da European Mathematical Society (EMS)

A European Mathematical Society (EMS) é uma organização europeia dedicada ao desenvolvimento da matemática na Europa. Seu membros são matemáticos de diversas sociedades europeias, instituições acadêmicas e matemáticos individuais. O presidente atual é Volker Mehrmann.

## Prêmios
O Congresso Europeu de Matemática (em inglês:  European Congress of Mathematics - ECM ocorre a cada quatro anos sob auspícios da sociedade, no qual dez prêmios são concedidos em "reconhecimento a contribuições de excelência em matemática por jovens pesquisadores com idade não superior a 35 anos".
Uma letra com sobre-índice F denota um matemático que recebeu posteriormente a Medalha Fields).

### Premiados em 1992
Richard BorcherdsF – Jens Franke – Alexander Goncharov – Maxim KontsevichF – François Labourie – Tomasz Łuczak – Stefan Müller – Vladimír Šverák – Gábor Tardos – Claire Voisin

### Premiados em 1996
Alexis Bonnet – William Timothy GowersF – Annette Huber-Klawitter – Aise Johan de Jong – Dmitry Kramkov – Jiří Matoušek – Loïc Merel – Grigori PerelmanF – Ricardo Pérez-Marco – Leonid Polterovich

### Premiados em 2000
Semyon Alesker – Raphaël Cerf – Dennis Gaitsgory – Emmanuel Grenier – Dominic Joyce – Vincent Lafforgue – Michael McQuillan – Stefan Nemirovski – Paul Seidel – Wendelin WernerF

### Premiados em 2004
Franck Barthe – Stefano Bianchini – Paul Biran – Elon LindenstraussF – Andrei OkounkovF – Sylvia Serfaty – Stanislav SmirnovF – Xavier Tolsa – Warwick Tucker – Otmar Venjakob

### Premiados em 2008
Artur AvilaF – Alexei Borodin – Ben Green – Olga Holtz – Boáz Klartag – Alexander Kuznetsov – Assaf Naor – Laure Saint-Raymond – Agata Smoktunowicz – Cédric VillaniF

### Premiados em 2012
Simon Brendle - Emmanuel Breuillard - Alessio Figalli - Adrian Ioana - Mathieu Lewin - Ciprian Manolescu - Grégory Miermont - Sophie Morel - Tom Sanders - Corinna Ulcigrai

## Destaque
Vincent Lafforgue won the prize at the age of 26, and is the youngest winner so far.